# Bubel-Łukowiska
Bubel-Łukowiska – wieś w Polsce położona w województwie lubelskim, w powiecie bialskim, w gminie Janów Podlaski.
W latach 1975–1998 miejscowość administracyjnie należała do województwa bialskopodlaskiego.
Wieś jest sołectwem w gminie Janów Podlaski. Według Narodowego Spisu Powszechnego z roku 2011 wieś liczyła 66 mieszkańców. 
Wierni Kościoła rzymskokatolickiego należą do parafii Trójcy Świętej w Janowie Podlaskim. W miejscowości znajduje się zabytkowy cmentarz – pierwotnie unicki, następnie prawosławny, a po 1920 użytkowany przez parafię rzymskokatolicką.